# Kevin Volland
Kevin Volland (sinh ngày 30 tháng 7 năm 1992) là một cầu thủ bóng đá chuyên nghiệp người Đức, chơi ở vị trí tiền vệ cánh hoặc đôi khi là tiền đạo cho câu lạc bộ 1860 Munich tại 3.Liga.
Kevin Volland nổi lên sau giải vô địch bóng đá U-21 châu Âu năm 2015, giải đấu mà anh giành được danh hiệu chiếc giày bạc.

## Sự nghiệp câu lạc bộ

### 1899 Hoffenheim
Vào ngày 22 tháng 8 năm 2015, Volland cân bằng kỷ lục ghi bàn nhanh nhất trong lịch sử Bundesliga với bàn mở tỷ số ở giây thứ 9 trong trận thua 2-1 trước nhà vô địch Bayern Munich.

### Bayer Leverkusen
Ngày 20 tháng 5 năm 2016, Volland gia nhập Bayer Leverkusen với một bản hợp đồng 5 năm cùng mức phí chuyển nhượng kỷ lục của câu lạc bộ là 18 triệu €. Anh ghi bàn đầu tiên cho câu lạc bộ vào ngày 26 tháng 10, lập một cú đúp vào lưới đội bóng hạng 3 Sportfreunde Lotte tại DFB Pokal.

### AS Monaco
Vào ngày 2 tháng 9 năm 2020, Volland ký hợp đồng 4 năm với câu lạc bộ AS Monaco của Pháp.

## Sự nghiệp quốc tế
Ngày 8 tháng 5 năm 2014, Volland lần đầu tiên được gọi vào đội tuyển quốc gia Đức và ra mắt trong trận giao hữu không bàn thắng với Ba Lan 5 ngày sau đó. Vào ngày 11 tháng 11 năm 2016, Volland ghi bàn thắng đầu tiên cho Đức trong trận thắng San Marino 8–0 tại vòng loại World Cup 2018.

### Bàn thắng quốc tế
Bàn thắng và kết quả của Đức được để trước.
| #  | Ngày                 | Địa điểm                                        | Đối thủ    | Bàn thắng | Kết quả | Giải đấu                 |
| -- | -------------------- | ----------------------------------------------- | ---------- | --------- | ------- | ------------------------ |
| 1. | 11 tháng 11 năm 2016 | Sân vận động San Marino, Serravalle, San Marino | San Marino | 8–0       | 8–0     | Vòng loại World Cup 2018 |

## Danh  hiệu
Cá nhân
- Chiếc giày bạc Giải vô địch bóng đá U-21 châu Âu: 2015.
- Đội hình tiêu biểu Giải vô địch bóng đá U-21 châu Âu: 2015.